# مارك طومسون
مارك طومسون (بالإنجليزية: Mark Thompson) هو مدرب كرة قدم أسترالية أسترالي، ولد في 19 نوفمبر 1963 في ملبورن في أستراليا.

## وصلات خارجية
- مارك طومسون على موقع AustralianFootball.com (الإنجليزية)
- مارك طومسون على موقع AFLtables.com (الإنجليزية)